# Landesjägerschaft Niedersachsen
Die Landesjägerschaft Niedersachsen (LJN) ist ein gemeinnütziger und eingetragener Verein. Er vertritt die Interessen der Jäger in Niedersachsen. Die LJN ist Mitglied im Deutschen Jagdverband und staatlich anerkannter Naturschutzverband.

## Geschichte
Am 23. April 1950 ist aus dem Landesverband Niedersachsen der Landesjagdverband Niedersachsen e. V. hervorgegangen. Dieser wurde am 12. Juli 1963 als Landesjägerschaft anerkannt. Seit 1979 ist die Landesjägerschaft Niedersachsen nach § 63 Bundesnaturschutzgesetz ein staatlich anerkannter Naturschutzverband.

## Struktur
In der Landesjägerschaft Niedersachsen e. V. (LJN) sind mit ihren rund 57.000 Mitgliedern 85 % der niedersächsischen Jagdscheininhaber organisiert.
Die LJN gliedert sich in 46 Bezirke und diese wiederum in Jägerschaften (Zusammenschluss mehrerer Gemeinden) mit nachgeordneten Hegeringen. Sitz der Geschäftsstelle ist Hannover.

## Aufgaben und Ziele

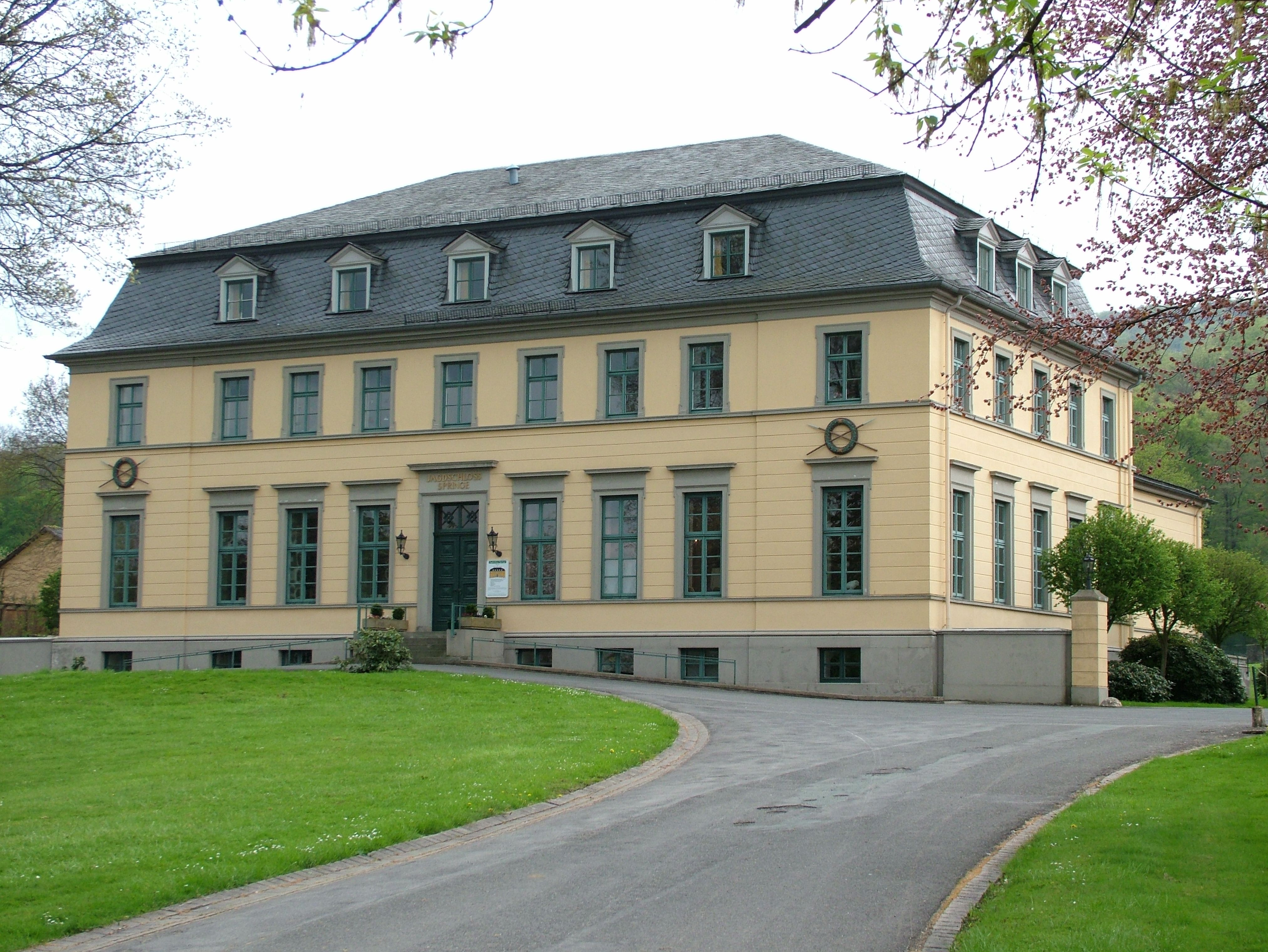
Jägerlehrhof im Jagdschloss Springe

Die Landesjägerschaft Niedersachsen (LJN) wirkt für den Schutz sowie die Erhaltung einer artenreichen und gesunden Tier- und Pflanzenwelt. Die LJN vertritt die Interessen der niedersächsischen Jäger in Staat und Gesellschaft. Hierzu gehört die Pflege und Förderung aller Zweige des Jagdwesens. Einen hohen Stellenwert nimmt die Öffentlichkeitsarbeit ein.
Mit Mitteln aus der regelmäßig anfallenden Jagdabgabe durch die niedersächsischen Jäger (jährlich 2,2 Mio. Euro; Stand 2005) finanziert die LJN:
- Maßnahmen zur Förderung des Umwelt- und Naturschutzes sowie der Landespflege (z. B. die Aktion „Biotopschutz“ durch den Ankauf schützenswerter Flächen)
- Maßnahmen zum Schutz und der Erhaltung frei lebender Tier- und Pflanzenarten (z. B. „Aktion Hegebüsche“)
- Vorhaben im Bereich von Wild- und Jagdökologie[1]

Für die Aus- und Weiterbildung von Jägern und Naturinteressierten unterhält die LJN mit dem Jägerlehrhof im Jagdschloss Springe eine eigene Jagdschule.

## Zeitschrift
Als offizielles Mitteilungsblatt der LJN sowie der Landesjägerschaft Bremen (LJB) erscheint im Zwei-Wochen-Turnus die Fachzeitschrift Niedersächsischer Jäger in einer Auflage von etwa 15.000 Exemplaren.

## Sonstiges

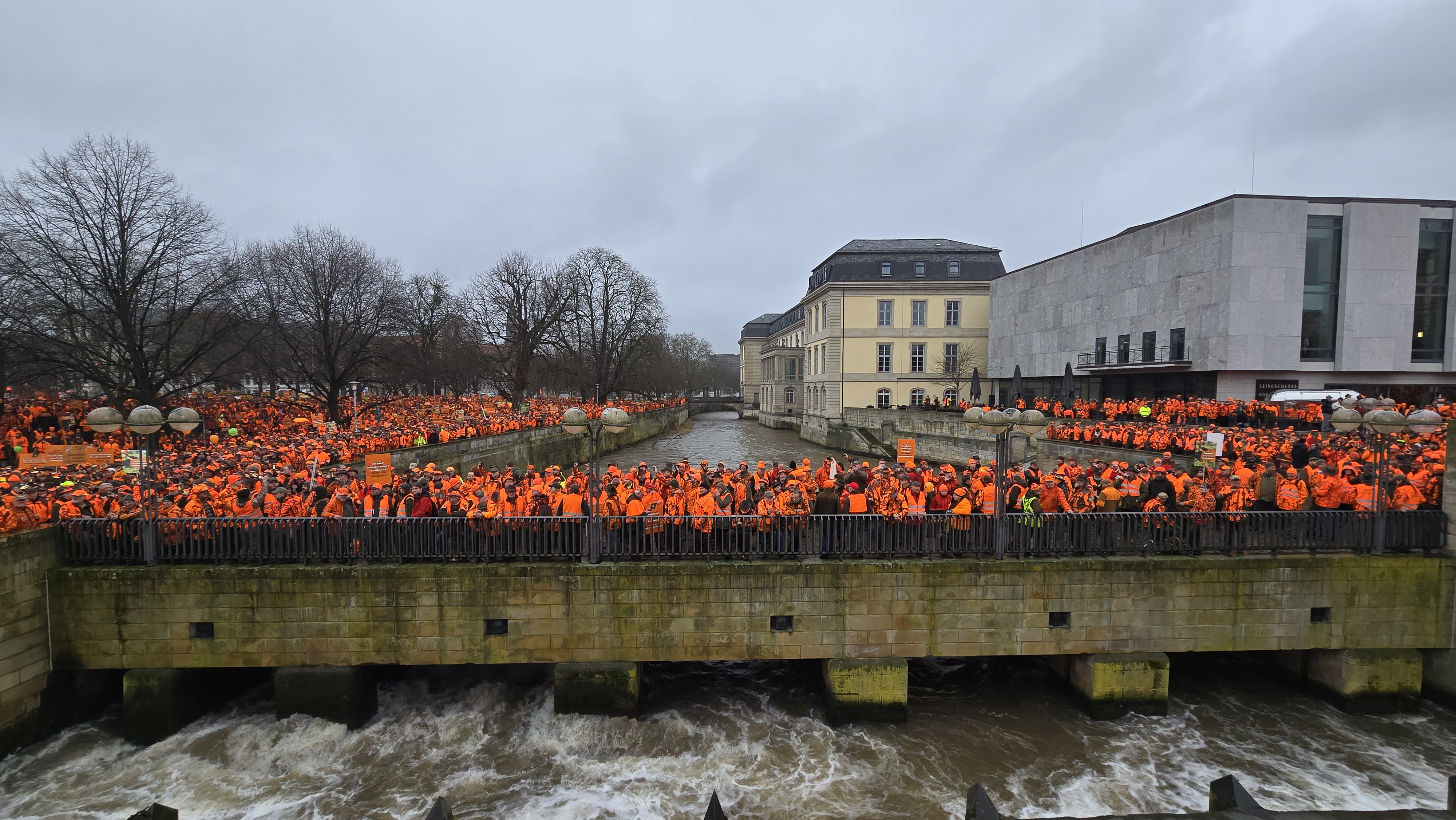
Demonstration von Jägern am Niedersächsischen Landtag, 2025

2025 führte die LJN in Hannover eine Demonstration gegen die geplante Novellierung des Niedersächsischen Jagdgesetzes im Bereich Tierschutz durch, die zum Niedersächsischen Landtag führte. Daran nahmen etwa 15.000 bis 20.000 Jäger aus Niedersachsen und anderen Bundesländern teil.